# Бомбардовање Горког
Бомбардовање Горког од стране немачког Луфтвафеа био је најразорнији напад на совјетску ратну производњу на Источном фронту у Другом светском рату. Трајао је са прекидима од октобра 1941. до јуна 1943. године, са извршена 43 напада.
Главни циљ била је фабрика аутомобила ГАЗ, која је производила лаке пешадијске тенкове Т-60. Одбрана се показала неадекватном, иако су лажни модел главне фабрике у пуној величини и лажног села изазвали извесну забуну код непријатељских пилота. Цела фабрика је на крају уништена, а Стаљин је одмах затражио истрагу. Фабрика је реконструисана за четири месеца.
Горки је сада познат као Нижњи Новгород, град се налази у Европском делу Русије.

## Позадина
Уништење индустрије Горког је било у плановима операције Барбароса од самог почетка. Био је један од највећих произвођача и добављача оружја за Црвену армију. Немачка је планирала да заузме и окупира град током друге половине септембра 1941. године. Град је био главни центар читавог Поволжја и у њему је била концентрисана главна индустрија и државна власт над регионом. Окупација Горког значила је Немачкој потпуну контролу над Волгом. Прво, Немци су требали да униште одбрамбену индустрију града - ГАЗ, фабрику авиона Сокол, фабрику бродова Красноје Сормово и фабрику машинских мотора РУМО. Након окупације града, требало је да се створи Генерални округ Горки или Генерални округ Нижњи Новгород укључен у Московски рајхскомесаријат. Планирано је да се машинска фабрика ЗиС преведе на производњу немачке војне опреме.
Јосиф Стаљин је 31. октобра 1941. наредио ГАЗ-у да повећа производњу тенкова Т-60.
Руководство града знало је да немачка авијација сваког тренутка може да нападне Горки. Било је потребно ојачати градску противваздушну одбрану и маскирати фабрике. Али неопходне мере нису приведене крају.
Николај Марков, командант Округа ПВО бригаде Горки, постављен је октобра 1941. Дошавши у Горки, приметио је да је одбрана града преслаба. У њему је било само око 50 противавионских топова и врло мало рефлектора. Истовремено, Горки је био густо насељен око најважнијих стратешких објекта.

## Напад

### Новембар 1941.
Извиђачки летови изнад Горког почели су у јесен 1941. Немачки авиони су летели на великој висини, кружећи изнад ГАЗ-а. Први авион извиђач Ju 88 појавио се на небу изнад града у четвртак, 9. октобра. Најпре је Луфтвафе бомбардовао предграђе. Главни ударац пао је на складишта код Дзержинска. Затим су уследила два велика напада на Горки. Учествовало је 111 авиона Кампфгрупе 100.
Први препад од уторка 4. новембра до среде 5. новембра  почео је у 16:30. Према проценама противваздушне одбране, у њему је учествовало око 150 авиона, а 11 летелица је долетело у град. Авиони су се приближавали појединачно и у групама од 3–16 у интервалу од 15–20 минута. Бомбардовање је трајало целу ноћ. Поред бомби, бачени су и леци. Погођени су ГАЗ, Нител и фабрика Двигател Ревољуциј, 55 људи је погинуло, 141 је рањено. Према немачким подацима, у овом налету учествовало је 15 авиона. Прва летелица се појавила изнад града током дана и бацила бомбе. Онда су почели да пуцају из митраљеза на људе који су се растрчали по улицама. Од директног поготка у главну зграду Нитела погинули су директор и део руководства. Током ноћног бомбардовања, главни удар се десио на секундарним објектима, стамбеним урбаним подручјима и пољу у селу Стахановски. Бачене су запаљиве и експлозивне бомбе тежине од 70 до 250 кг и тешке бомбе-мине БМ-1000 тежине 871 кг.
Други налет у ноћи између 5. и 6. новембра. Објављена ваздушна узбуна. У 23.34 сати у удару бомбе оштећени су далеководи од електране Балахна до града. Неки од индустријских региона су привремено били без струје. У 01:47 почео је налет на Горки, главни удари су били ГАЗ, Красноје Сормово, Ваздухопловни комбинат бр. 21 Орџоникидзе, и стамбене зграде. Противваздушне батерије су пружале противакцију, па је бомбардовање било мање прецизно. Према подацима ПВО, у град је улетело 14 летелица. На подручју ГАЗ-а погинуло је 5 особа, 21 је рањена.
Према резултатима две рације, главна канцеларија ГАЗ-а, гаража, ковачница, професионална техничка фабрика, архива, експерименталне радионице, механичка радионица, механичка радионица бр. 2, погон бр. 2, радионица за точкове, моторна радионица бр. 2, ливница, штампарска радионица, стамбени део округа су тешко оштећени. Зграда управе Двигател Ревољуциј је уништена. На неколико места настала је паника. То је допринело великом броју избеглица које су испуниле град (Вермахт је већ био близу Москве), део становништва је почео да напушта урбана подручја. Фабрике су престале са производњом, али је производња тенкова Т-60 у фабрици ГАЗ и даље брзо расла. Одсуство противавионских топова омогућило је немачким авионима да изводе нишанско бомбардовање са мале висине. Укупно је погинуло 127 људи, 176 је тешко повређено, 195 је рањено (подаци се разликују у различитим изворима). Велики број преминулих су избеглице из Москве, пресељене у Градски округ Автозаводски. Ниједан немачки авион није оборен.
У суботу, 8. новембра 1941. године област противваздушне одбране Горког појачана је 58. и 281. одвојеним противваздушним артиљеријским дивизионом, 142. ловачком авијацијском дивизијом и 45. појасом за претрагу противваздухопловства.
Истог дана у 3.20 изнад Горког је прелетео извиђачки авион Ју 88Д. А од среде 12. новембра до уторка 18. 1941. Немци су извршили серију налета једноседа са главном сврхом да униште Канавински мост, али су промашили.

### Бомбардовање 1942.
У ноћи са уторка, 3. фебруара на среду, 4. фебруара, један авион је угасио моторе и, летећи са велике висине, прошао противваздушни штит и бацио 3 бомбе на ГАЗ. Оштећене су радионице за точкове и моторе. Погинуло је 17 радника, 41 је рањен. У овом препаду први пут су виђени немачки агенти-осматрачи који су продрли у Горки. Омогућили су циљање, лансирајући сигналне ракете црвене и беле боје са земље.
У ноћима од 4. фебруара до четвртка, 5, петка 6. на суботу, 7. и ноћи од 23. на 24. фебруар, извршена су 3 покушаја напада на Горког. Према подацима противваздушне одбране, у првом налету од 12 авиона у граду је улетео само 1, бачено је 5 бомби на ГАЗ и село Стахановски, у другом и трећем нападу није било пробоја. Према немачким подацима, 5.–6. фебруара напад је извршио један авион.
Укупно, као резултат бомбардовања у фебруару 1942. године, погинуло је 20 људи, а 48 људи је повређено. Штета причињена индустријским објектима била је незнатна.
Крајем маја извршено је 5 извиђачких летова изнад града.
У суботу, 30. маја и среду, 10. јуна, извршена су два неуспешна бомбардовања Горког, Бора и Дзержинска. Према проценама ПВО-а, око 20 авиона је учествовало у нападу. За одбрану најважнијих објеката почели су да се користе баражни балони и противавионски топови са топовњача Волшке војне флотиле. Према немачким подацима, рације су извршене у ноћи 30. маја.
30.-31, од недеље, 31. маја до понедељка, 1. јуна и 10. јуна (појединачни авиони). Бомбардовање је изведено са велике висине, око 50 бомби пало је на стамбени сектор и ремонтну базу број 97, где су тенкови монтирани.
Појединачни извиђачки авиони Ju 88 и До 215 надлетали су град од 1. до 5. јуна на различитим висинама. Ju 88 је 23. јуна са велике висине бомбардовао фабрику Сокол, али су бомбе пале у Сормовском парку.
 У ноћи са среде, 24. јуна на четвртак, 25. јуна , група авиона бацила је бомбе на периферију Горког, у близини села Стригино. Други авион је бацио две бомбе од 500 кг на фабрику Сокол, од којих једна није експлодирала.
 У понедељак, 27. јула , заменик команданта ескадриле 722. ловачког ваздухопловног пука, Петар Шавурин, са МиГ-3 је пресрео извиђачки авион Ju 88D и директним ударцем га оборио. Авиони су пали у околини села Козловка-Саница-Тумботино. Ударац је објашњен чињеницом да слабо наоружање МиГ-3 није омогућавало ефикасну борбу против бомбардера. Међутим, у то време то је био једини модел висинског ловца у арсеналу ПВО. Олупина немачке летелице прикупљена је и изложена за разгледање на Совјетском тргу.
 У ноћи са четвртка, 5. новембра на петак, 6. , група немачких авиона је безуспешно покушала да бомбардује рафинерију ,,Нефтегаз“. На ГАЗ је бачено 9 високоексплозивних и неколико запаљивих бомби. Услед рације, котларница је тешко оштећена, 4 радника су умрла, постројење није радило 3 дана, а затим није радило пуним капацитетом 3 недеље. Већина запаљивих бомби пала је на машинску фабрику, неколико бомби је експлодирало недалеко од Московске железничке станице. У овом нападу, немачка авијација је прво употребила лаке бомбе.

### Јун 1943.
У јуну 1943, након дужег затишја, Горки је претрпео низ масовних ноћних напада немачке авијације. Главни циљ је опет био ГАЗ. Напади су изведени као припрема за велику офанзивну операцију Цитадела (лето-јесен 1943), током које су бомбашки напади извршени на индустријске центре Волге - Горки, Јарослављ и Саратов. Био је то један од највећих напада Луфтвафеа на Совјетски Савез током читавог рата.

#### Немачка авијација
У нападима су учествовали двомоторни бомбардери ескадрила КГ 27 и КГ 55, који су полетали са аеродрома код Орела и Брјанска и, заобилазећи зону московске противваздушне одбране, долетали су до Горког из Дзержинска, Богородска и Арзамаса. Да би се искористило најмрачније доба ноћи, бомбардовања су вршена од 12 до 2 сата ујутру. Бомбардовања су вршена са различитих висина и праваца. Сваки пут се мењала тактика. У град су бачене високоексплозивне, фрагментарне и запаљиве бомбе различитог калибра (до 2.000 кг) и запаљиве течности. Резултате сваког налета бележили су извиђачки авиони који су летели изнад града на висини од 7 км, у 17 часова наредног дана.
У првом налету у ноћи између 4. и 5. јуна , у циљу прикривања, покренуте су дезинформације о припреми напада Луфтвафеа на Москву. Према подацима ПВО, у њему је учествовало око 45 Хе 111, Ју 88 и Фв 200. Авиони су летели из правца Владимир-Ковров-Горки и Кулебаки-Арзамас-Горки. Бомбардовање је почело у 00:45, око 20 авиона се пробило до града. Бачено је укупно 289 бомби, од којих је 260 бачено на ГАЗ, уништени су главни транспортер, опружна радионица, ковачница бр.3. Уништено је неколико кућа и болница. У Градском округу Автозаводски и у фабрици, 70 људи је погинуло, а 210 је рањено. Покушаји пробоја у северни део града до фабрика Красноје Сормово, погон бр. 21 Орџоникидзе, и Горки машински комбинат је пропао. Изгубљено је 5 немачких авиона. Према немачким подацима, у налету је учествовало 168 авиона Хе 111 и Ју 88, од којих је 149 авиона напало Горког.
У другом налету у ноћи са 5. на уторак 6. јуна , према проценама ПВО, учествовало је 80 авиона Хе 111. Бомбардовање је трајало од 12.31 до 02.08 часова. Напад је извело 6 група са различитих висина и праваца. Углавном су нападнуте западна и северна страна ГАЗ-а. Главни далековод је уништен, водоводна мрежа је тешко оштећена. Потпуно је изгорела монтажна радионица, одељење суседне индустрије, магацин гуме, возни парк шлепера, депо локомотива, радионица за шасије. Најзад је изгорела главна радионица. На фабрику је бачено око 100 бомби. Страдали су стамбени округ и болница за туберкулозу. У селу Монастирка је спаљено и уништено 60-80 кућа. Према немачким подацима, у нападу је учествовало 128 авиона, а 2 су изгубљена. У исто време, неки од авиона су бомбардовали Стаљиногорск.
Трећи налет од 6. јуна до среде 7. јуна био је најснажнији према ПВО. У њему је учествовало 157 авиона Хе 111 и Ју 88 према немачким подацима било је 154 авиона, од којих су неки бомбардовали Стаљиногорск).
Главни удар пао је на централне и југозападне делове града (ГАЗ, Соцгород, Миза). У пожару је потпуно уништена радионица за точкове ГАЗ-а. Такође, оштећено је погон за штанцање алата, преса и механичка радионица, као и депо погона. На фабрику је бачено укупно 170 бомби. Погинуло је 38 људи, 83 су повређене. Микроокрузи Соцгород, Американски посјолок и Монастирка су озбиљно порушени. Такође, оштећена је телефонска централа, поликлиника, централни клуб, разводно постројење, полицијска станица и гаража окружног комитета КПСС (б). ништено је неколико кућа на Молотовљевој авенији (данас Октобарској авенији). У Автозаводском округу погинуле су 73 особе, 149 је повређено. Артиљерија је оборила 4 авиона, а борбени авиони 2 авиона.
Седмог јуна у Немачкој је на радију објављено да је уништена фабрика аутомобила у Горком.
 У четвртом налету од 7. јуна до четвртка, 8. јуна, учествовало је 50-60 авиона. Бачено је 9 високоексплозивних и 7 запаљивих бомби, страдала је ливница за топљење гвожђа и стамбено насеље. Шест авиона је оборено. Према немачким подацима, на град је бачено 39 тона бомби.
Према резултатима четвртог напада на постројење, бачене су 993 авионске бомбе. Према подацима медицинске службе, повређено је 698 особа: 233 особе су преминуле, 24 особе су умрле од рањавања у болницама, а 465 је повређено.
У петом налету, у ноћи између суботе, 10. јуна и недеље 11. јуна, учествовало је од 50 до 110 авиона, према различитим подацима. Ватра из тешких противавионских топова дочекала је летелице на прилазу граду, бомбе су бачене са висина од 4.000–5.500 метара и имале су разорнија дејства. Нападнути су ГАЗ, термоелектрана, водовод, лука, стамбене четврти у градским округима Лењински и Ворошиловски, као и села: Љахово, Монастирка, Шчербинка и аеродром Миза.
Шести налет у јуну уторак 13. – среда 14. 50-80 авиона. Нападнут је источни део ГАЗ-а. Према немачким подацима, авиони су летели у малим групама на релацији Рјазањ – Муром – Павлово – Горки. Као резултат бомбардовања, оштећена је водозахватна станица Лењинског градског округа. На фабрику РУМО бачено је 16 високоексплозивних и 20 тешких запаљивих бомби, уништено је неколико зграда и део крова главне радионице фабрике алатних машина. Нападнуто је и бродоградилиште. Командант ескадриле барон Ханс-Хенинг фон Бојст је лично надгледао акције немачких пилота. Његов авион је надлетео град на великој висини. Машинска фабрика, фабрика авиона Сокол и Красноје Сормово, као и мостови преко Оке и Волге, нису погођени.
Седми напад у ноћи између среде 21. и четвртка 22. јуна био је последњи. Пошто је ово била друга годишњица немачког напада на Совјетски Савез, обе стране су се спремале за борбу. Према подацима ПВО, у нападу је учествовало 75 летелица. 40 авиона се пробило до града. На територију ГАЗ-а бачено је: 31 лака ракета, 15 експлозивних, 80 комбинованих и око 300 малих запаљивих бомби. Оштећена је ливница, арматурно-радијаторска зграда и фабрика Новаја сосна. У стамбеном насељу избила су четири пожара. Према немачким подацима, нападнут је цео Доњи град, фабрика машина за изградњу Воробјева, фабрика хране, стамбене четврти. Оштећено је неколико далековода. Покушаји да се униште мостови Окски (сада Канавински) и Борски нису били успешни. Командант ескадриле Ханс-Хенинг фон Бојст поново је учествовао у нападу. Током бомбардовања погинуло је 88 људи, 180 је повређено.
Према резултатима операције, немачки авиони су извршили укупно 645 налета, на град је бачено 1.631 експлозивних и 3.390 запаљивих бомби. Погинула су 254 цивила и 28 војника ПВО, више од 500 војника и 27 цивила је повређено. У фабрици су уништене 52 зграде, велики број опреме је стављен ван функције. Јаки пожари су избили због врућег времена. Такође, ширење пожара допринело је да се запале дрвени материјали који су маскирали фабрику ГАЗ. Значајан део постројења је уништен или изгорео. Иако је наставио да ради, производња је у суштини стала, сви напори радника су били усмерени на њен опоравак. Луфтвафе није могао даље да шири свој успех, након уништења ГАЗ-а. У каснијим рацијама нападнути су секундарни индустријски објекти и стамбени простори, који су били мање заштићени. Индустријска предузећа у северном делу града готово да нису страдала од бомбардовања.
Непријатељски бомбардери извели су 43 напада, од којих су 26 напада изведена ноћу. на град је бачено 33.934 запаљиве бомбе и 1.631 експлозивна бомба.

#### Последице бомбардовања
Бомбардовање највећег индустријског центра земље изазвало је тренутну реакцију врховне власти Совјетског Савеза. Стаљин је 5. јуна лично створио резолуцију Државног комитета за одбрану број 3524 О противваздушној одбрани Горког. За истраживање разлога неиспуњавања задатака именована је комисија коју су чинили шеф НКВД-а Лаврентиј Берија, шеф НКГБ-а Всеволод Меркулов, секретар централног комитета КПСС (б) Александар Шчербаков, председник Московског совјета Василиј Пронин и командант ПВО-а Михаил Громадин. Након истраге комисије, командант ПВО региона, генерал-мајор Алексеј Осипов је деградиран, а директор ГАЗ-а Александар Лифшиц је смењен са функције. Дана 8. јуна додељено је 100 противавионских топова малог и средњег калибра, 250 митраљеза великог калибра, 100 рефлектора и 75 баражних балона за интензивирање ПВО-а индустријског региона Горки. Рестаурација ГАЗ-а је почела скоро одмах, на иницијативу главног дизајнера Андреја Липгарта. Одмах након првог налета, евакуисана је пројектна архива фабрике, са територије је уклоњен бензин и започета је демонтажа маскирних штитова који су изазвали пожаре.
Семјон Гинзбург, народни комесар за грађевину, стигао је у Горки да се брзо позабави реконструкцијом.

## Противваздушна одбрана града
У октобру 1941. пуковник Сидор Сљусарев је стигао на аеродром Сејм да прими три нова пука опремљена ловцима ЛаГГ-3. Овде се задржао неко време покушавајући да смири турбулентну ситуацију у граду.
После новембарских напада на Горког, пуковник је добио наређење од Стаљина да одмах крене у град да брани Горки округ, како је рекао главнокомандујући. Сљусарев је кренуо исте ноћи, упркос снегу и мразу. Касније је изјавио:
| „ | Постојао је проблем, како да дођем до Горког. Тамна ноћ, празан пут без људи. Одлучио сам да пешачим до града, а удаљеност од Сејме до Горког је око 50 км. Сат времена касније, у правцу Горког, појавио се аутомобил ЗиС-101. Стао сам преко пута и подигао руку, али ме је возач заобишао са моје десне стране и наставио да иде повећаном брзином према граду. Зграбио сам револвер и отворио ватру. Путници овог аутомобила су, вероватно, били уплашени и зауставили су аутомобил. Били су то неки лидери из Москве. После оштрог разговора са њима, сео сам у ауто и до зоре се одвезао у Канавино, где се у то време налазио Извршни одбор града. | ” |

Прво је пуковник Сљусарев наредио организовање дневних и ноћних патрола Горког. Одмах после ове одлуке вратио се у Сејм, где је било стационирано осам ваздушних пукова. Наредио је да се растуре по аеродромима дивизијске области.
У децембру је организациони комитет одлучио да направи неколико великих склоништа за бомбе у Горњем граду. До 15. фебруара 1942. године планирано је да се изгради 5 објеката:
1. Кремљ - Ивановски спуст испод Мининског врта,
2. Жданов насип (сада Верхневолжскајски насип) - испред Индустријског института Горки,
3. Почтовски спуст у улици Мајаковског,
4. Казањска железничка станица,
5. Јаруга на крају Воробјевске улице (сада Малаја Покровскаја).

Градило их је 2.300 људи. Такође, грађани широм града су копали ровове и подизали одбрамбена утврђења, због немачке офанзиве код Москве. Међутим, касније нису били потребни, пошто је 5. децембра 1941. Црвена армија кренула у офанзиву.

### Дејство противваздушне одбране
Противваздушна одбрана у граду је располагала са 433 топа средњег калибра и 82 топа малог калибра, 13 топовских радарских стубова СУН-2, два радара Пегматит (РУС-2), 231 противавионски рефлектор, 107 баражних балона и 47 борбених авиона распоређених на аеродромима у Стригину, Правдинску и Дзержинску.
И поред значајног броја и опремљености снага ПВО-а, није било могуће спречити бомбардовање. Дуготрајно одсуство бомбардовања и успешна офанзива Црвене армије допринели су слабљењу будности, било је много недостатака у организацији одбране. Градски округ Автозаводски бранио је 784. противавионски артиљеријски пук, који се састојао углавном од девојака које су недавно приступиле војсци. Један од радара Пегматит имао је велику мртву зону у сектору због високе обале реке Оке. Неспремни су били и одреди уперионих станица и противавионска артиљерија је гађала без прецизног циљања, интеракција са рефлекторима није била разрађена. Командна места противваздушне одбране у подрумима зграда су била уништена, жичане телефонске комуникације често су прекидане експлозијама бомби. Борбени авиони нису имали искуства у ноћним борбама и покушавали су да нападну бомбардере пуном муницијом. Већина снага ПВО бранила је и северну индустријску зону града, где су се налазили Ваздухопловни комбинат 21 Орџоникидзе, Красное Сормово и погони за машиноградњу Горки, који су имали велики стратешки значај.

### Маскирање Горког
Поред градске противваздушне одбране, влада Совјетског Савеза одлучила је да изгради низ лажних објеката у Горком. У архиви Нижњег Новгорода сачувана је резолуција Комитета за одбрану града Горког О изградњи лажних објеката индустријских предузећа Горког од 1. августа 1942. године.
| „ | Да би се скренула пажња непријатељских авиона са одбрамбених објеката, одлучује Одбор за одбрану: 1. На прилазима Горком изградити низ лажних објеката који имитирају стварне одбрамбене објекте града. Област противваздушне одбране Горког корпуса и штаб Главног војног округа Горки треба да одобри дислокацију лажних предмета. Да предложи директорима погона: бр. 21 …, бр. 92 …, бр. 112 …, Молотовљевог погона …, Лењиновог погона … и фабрике стакла Максима Горког … да одмах развију пројекте лажних објеката, усагласе их са штабом Министарства одбране града и изведу изградњу до 15. августа ове године. 2. Директори ових предузећа обезбеђују објекте везе и посебне команде за заштиту и извршење посебних командних упутстава у ваздушним нападима. 3. Процедуру за брзо пуштање у рад лажних објеката треба да разради командант Округа противваздушне одбране Корпуса Горког заједно са начелником Министарства одбране града Горког. Председник Комитета за одбрану Горког М. Родионов | ” |

Као резултат ове одлуке, изграђен је огроман модел ГАЗ-а у селу Мордвинцево, у близини Федјакова. Грађена је од стакла и шперплоче. Ноћу је на њеној територији било светло које је угашено са закашњењем након најаве ваздушног напада. Немачки бомбардери су почели да се збуњују и бомбардовали су модел уместо самог постројења.
Још један важан стратешки објекат за маскирање била је фабрика Двигател Револуциј. У то време је већ била тешко оштећена, али је наставила са радом. За камуфлирање примењена је московска технологија бојења улица. Слике које приказују домове и урбане зграде насликане су на улици и у фабрици. Тако је село Молитовка "проширено" на територију фабрике. Фабрика Двигател Револуциј визуелно је нестала за пилоте. Са велике висине видело се само лажно село.
На мосту Ока коришћена је другачија техника маскирања. За то су на воду пуштени чамци који су све време били уз мост. Приликом оглашавања ваздушног аларма пустили су посебну густу димну завесу. Тако немачки пилоти нису могли да нападну мост због слабе видљивости.

## Обнова града

### Рестаурација ГАЗ-а
Радови на рестаурацији почели су током бомбардовања. Укључене су грађевинско-монтажне бригаде из Москве, са Урала, Сибира, Централне Азије. Укупан број запослених достигао је 35 хиљада. У пропагандне сврхе, 7. јуна у погону је почео са радом ванредни лист Правда. Пре свега, покренута је радионица точкова, главни рестаураторски радови су завршени за 4 месеца. Званичан датум завршетка рестаурације фабрике био је 28. октобар 1943. када је наводно 27 хиљада градитеља потписало извештај који је послат Стаљину.